# داردانیان (تروا)

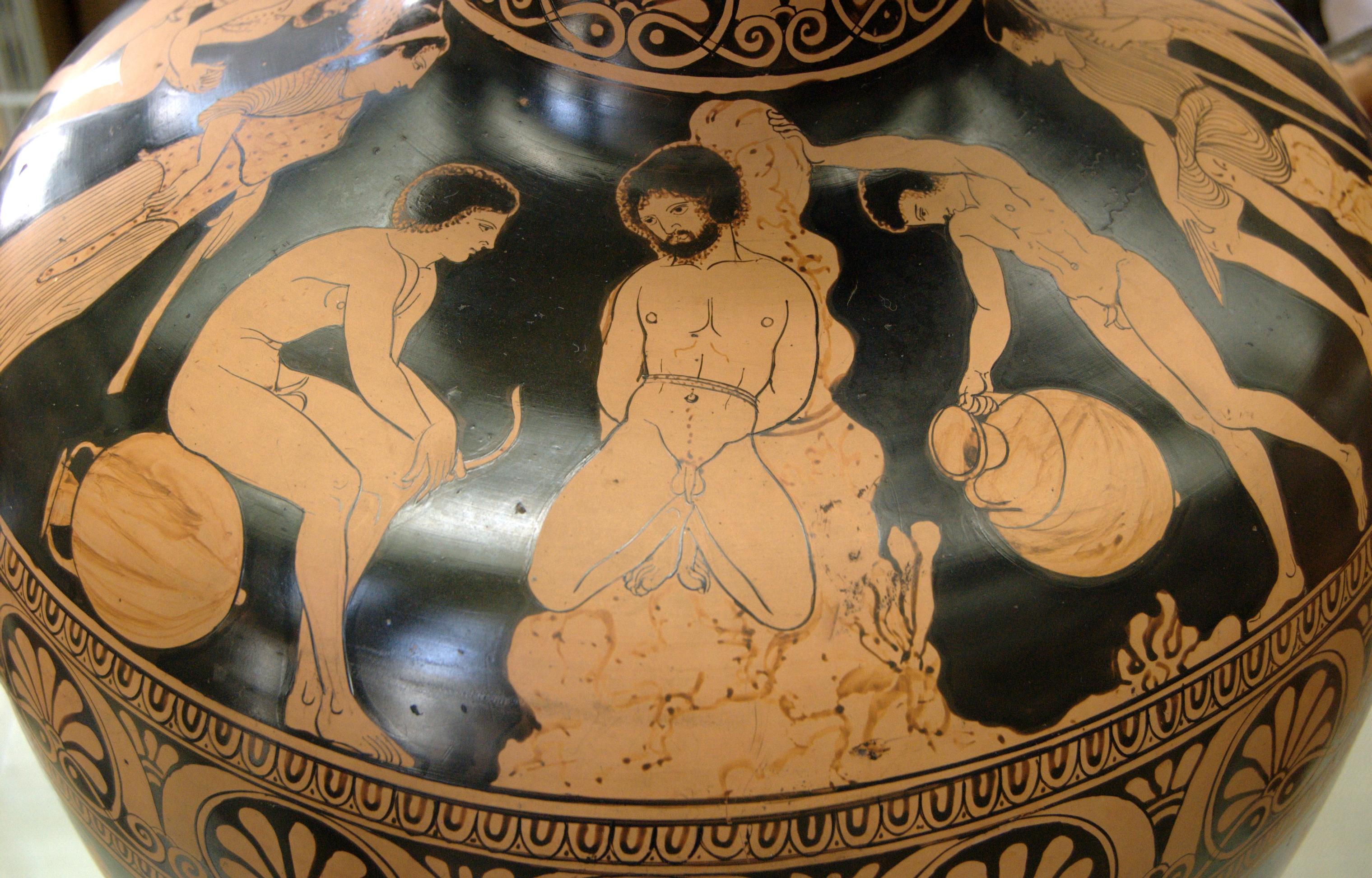
آرگونوت های آمیکوس

داردانیان (یونانی: Δάρδανοι) مردم افسانه ای ترواد (آناتولی) بودند که در شمال غربی آناتولی واقع شده بودند. داردانوی‌ها نوادگان داردانوس (پسر زئوس)، بنیانگذار اسطوره ای داردانوس، شهری باستانی در ترواد بودند.